# Рождественська Хава
Рождественська Хава (рос. Рождественская Хава) — село у Новоусманському районі Воронезької області Російської Федерації.
Населення становить 2646 осіб (2010). Входить до складу муніципального утворення Рождественсько-Хавське сільське поселення.

## Історія
Населений пункт розташований у історичному регіоні Чорнозем'я. Від 1929 року належить до Новоусманського району, спочатку в складі Центрально-Чорноземної області, а від 1934 року — Воронезької області.
Згідно із законом від 15 жовтня 2004 року входить до складу муніципального утворення Рождественсько-Хавське сільське поселення.

## Населення
| 1959 | 2007  | 2008  | 2010  |
| ---- | ----- | ----- | ----- |
| 4424 | ↘2357 | ↗2583 | ↗2646 |

## Особистості
В селі народився Чесноков Леонід Петрович (1928—?) — український радянський плакатист.